# Lampyris zenkeri
Lampyris zenkeri là một loài bọ cánh cứng trong họ Đom đóm (Lampyridae). Loài này được Germar miêu tả khoa học năm 1817.